# New Century Plaza Tower 1
La New Century Plaza Tower 1 est un gratte-ciel de 255 mètres pour 48 étages construit en 2006 à Nankin en Chine.